# Khongapani
Khongapani là một thị trấn thống kê (census town) của quận Koriya thuộc bang Chhattisgarh, Ấn Độ.

## Nhân khẩu
Theo điều tra dân số năm 2001 của Ấn Độ, Khongapani có dân số 17.865 người. Phái nam chiếm 53% tổng số dân và phái nữ chiếm 47%. Khongapani có tỷ lệ 60% biết đọc biết viết, cao hơn tỷ lệ trung bình toàn quốc là 59,5%: tỷ lệ cho phái nam là 69%, và tỷ lệ cho phái nữ là 50%. Tại Khongapani, 14% dân số nhỏ hơn 6 tuổi.